# Чугацькі гори
Чугацькі гори південної Аляски є найбільш північними з декількох гірських хребтів, які складають Тихоокеанські берегові хребти західної окраїни Північної Америки. Хребет має близько 402 км у довжину та і 97 км в ширину і простягається від рукавів Кнік та Турнагейн Кука на заході до льодовика Беринга, льодовика Тана і річки Тана на сході. З півночі він обмежений річкою Матанаска, Мідною річкою та її притокою Чітіна. Найвища точка Чугацьких гір — гора Маркус-Бейкер (4016 м.р.м.), але середня висота хребта становить лише 1221 м.р.м. і більшість його вершин не особливо високі. Незважаючи на це, розташування вздовж затоки Аляска дарує Чугацьким горам найбільшу кількість снігопадів у світі — в середньому понад 1500 см на рік.
Гори охороняються природоохоронними територіями парком штату Чугач і Чугацьким національним лісом. Розташовані неподалік Анкориджа, вони є популярним місцем для активного відпочинку. У гарну погоду тут, поблизу Валдіз, щорічно проводиться Чемпіонат світу з екстремальних гірських лиж .
Через гори прокладено шосе Річардсон, Сьюард, Портаж Гласьє та Гленн. Тунель пам'яті Антона Андерсона на шосе Портаж Гласьє забезпечує залізничний і автомобільний доступ під горою Мейнард між озером Портаж та містом Віттіер на затоці Принца Вільгельма.

## Гори
У таблиці наведено дванадцять найвищих вершин Чугацьких гір:
| Номер | Назва                        | Висота       | Координати                                                              |
| ----- | ---------------------------- | ------------ | ----------------------------------------------------------------------- |
| 1     | гора Маркус-Бейкер           | 3 991 м.н.м. | 61°26′16″ пн. ш. 147°45′02″ зх. д. / 61.43778° пн. ш. 147.75056° зх. д. |
| 2     | гора Тора                    | 3 698 м.н.м. | 61°29′10″ пн. ш. 147°08′50″ зх. д. / 61.48611° пн. ш. 147.14722° зх. д. |
| 3     | гора Валгалла                | 3 612 м.н.м. | 61°27′36″ пн. ш. 147°04′45″ зх. д. / 61.46000° пн. ш. 147.07917° зх. д. |
| 4     | гора Візерспун               | 3 580 м.н.м. | 61°23′43″ пн. ш. 147°12′05″ зх. д. / 61.39528° пн. ш. 147.20139° зх. д. |
| 5     | Гора Ейнштейна               | 3 475 м.н.м. | 61°21′26″ пн. ш. 147°05′47″ зх. д. / 61.35722° пн. ш. 147.09639° зх. д. |
| 6     | гора Тома Вайта              | 3 400 м.н.м. | 60°39′09″ пн. ш. 143°41′44″ зх. д. / 60.65250° пн. ш. 143.69556° зх. д. |
| 7     | Айсінг Пік (або пік Помадки) | 3 339 м.н.м. | 61°32′10″ пн. ш. 147°42′17″ зх. д. / 61.53611° пн. ш. 147.70472° зх. д. |
| 8     | гора Грейс                   | 3 212 м.н.м. | 61°19′06″ пн. ш. 147°53′14″ зх. д. / 61.31833° пн. ш. 147.88722° зх. д. |
| 9     | гора Гуде                    | 3 165 м.н.м. | 61°19′38″ пн. ш. 147°59′02″ зх. д. / 61.32722° пн. ш. 147.98389° зх. д. |
| 10    | гора Стеллер                 | 3 073 м.н.м. | 60°31′07″ пн. ш. 143°05′59″ зх. д. / 60.51861° пн. ш. 143.09972° зх. д. |
| 11    | гора Ганнетт                 | 2 935 м.н.м. | 61°14′32″ пн. ш. 148°11′36″ зх. д. / 61.24222° пн. ш. 148.19333° зх. д. |
| 12    | гора Міллер                  | 2 650 м.н.м. | 60°26′48″ пн. ш. 142°20′12″ зх. д. / 60.44667° пн. ш. 142.33667° зх. д. |

Інші важливі вершини Чугацьких гір:
- Гора Міхельсона, 2 486 м.н.м.[15]
- Сором'язливий пік, 2 440 м.н.м.[16]
- Сміливий пік, 2 293 м.н.м.
- Гора Біллі Мітчелла, 2 109 м.н.м.[17]
- Гора Палмер, 2 007 м.н.м.[18]
- Орлиний пік, 1 958 м.н.м.[19]
- Пік Білого Ведмедя, 1 655 м.н.м.[20]
- Північний пік Самогубства, 1 544 м.н.м.
- Пік Байрона, 1 399 м.н.м.
- Пік Куріпки, 1 344 м.н.м.[21]
- Плосковершинна гора, 908 м.н.м.[22]

## Галерея

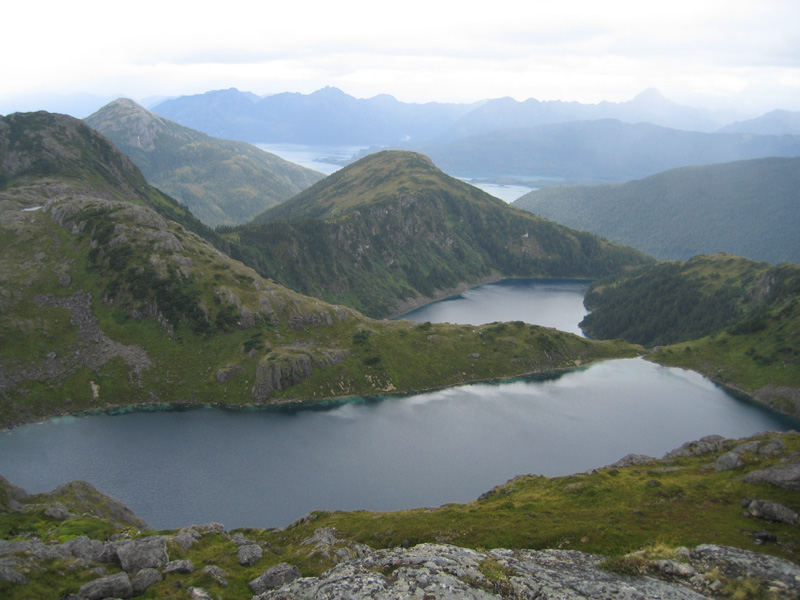
Альпійські озера в Чугацьких горах
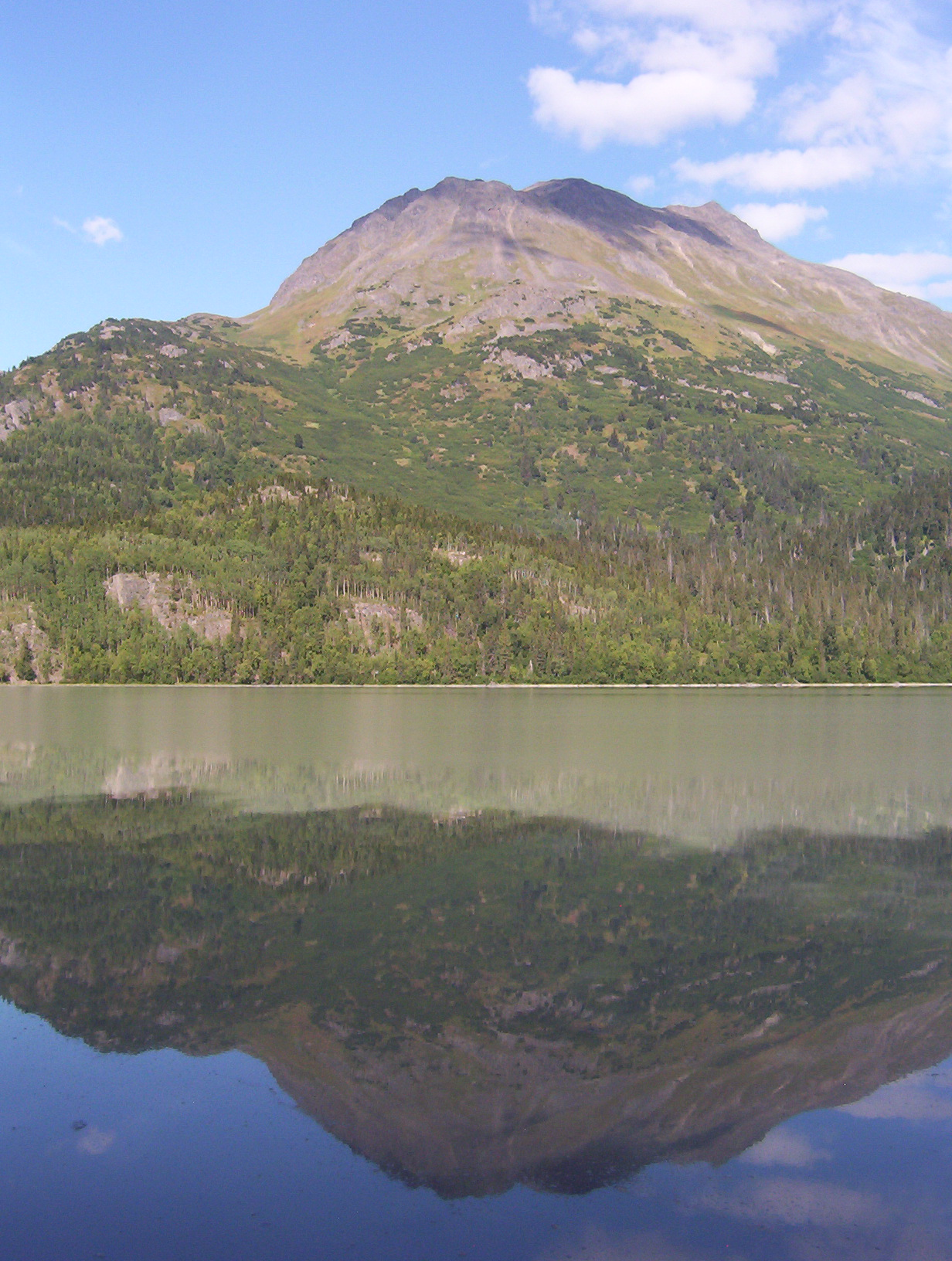
Пік в Чугацьких горах
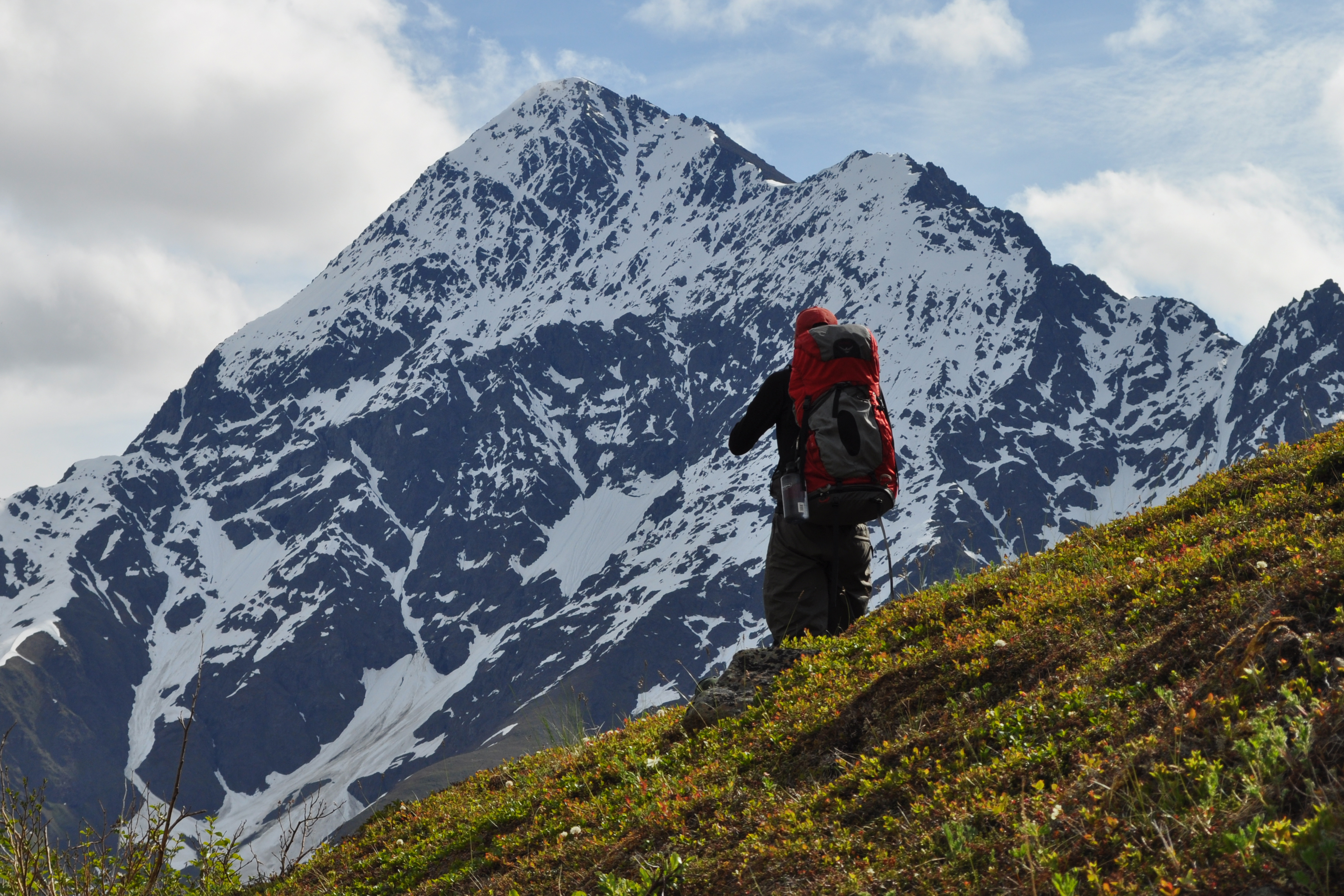
Сміливий пік
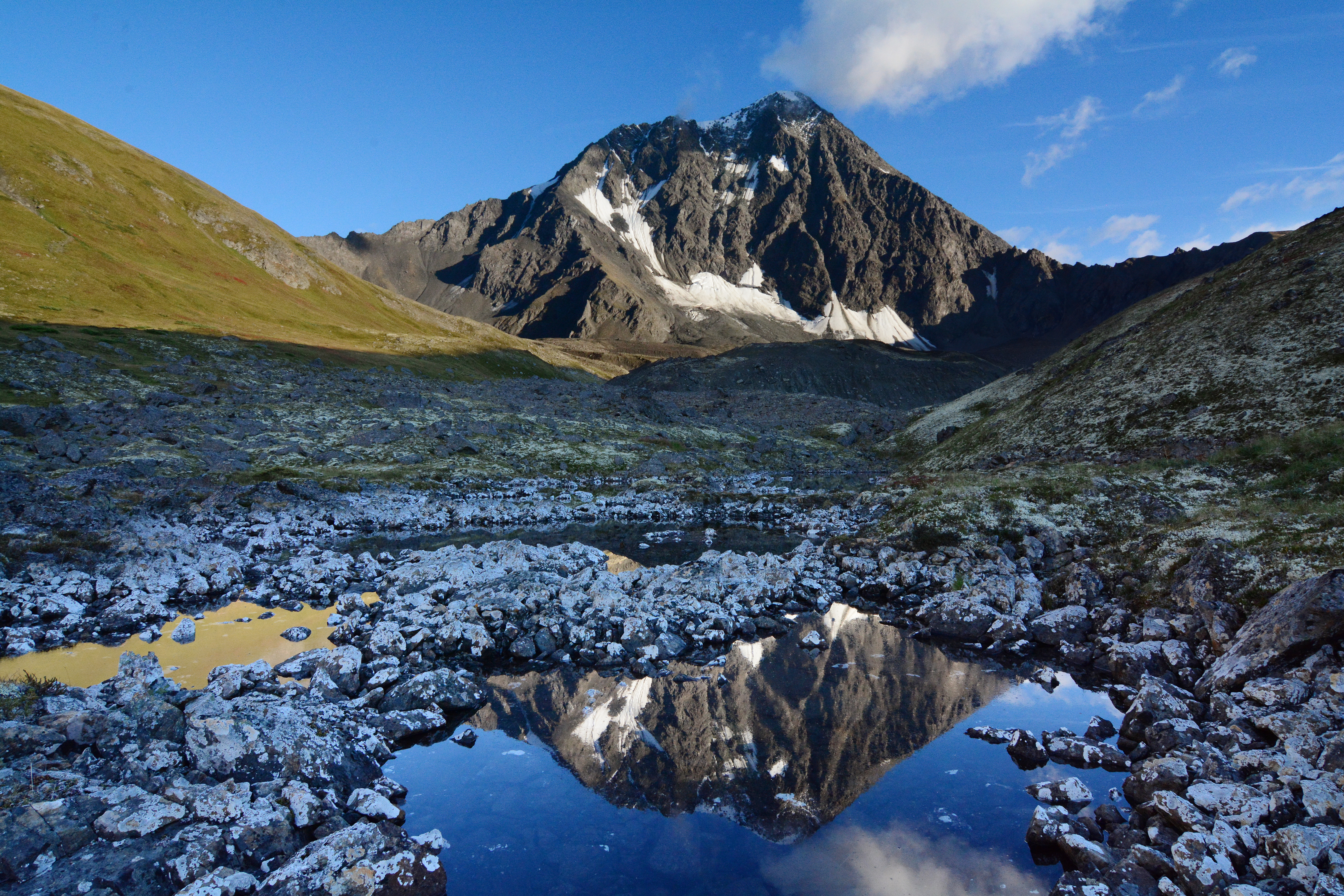
Сміливий пік
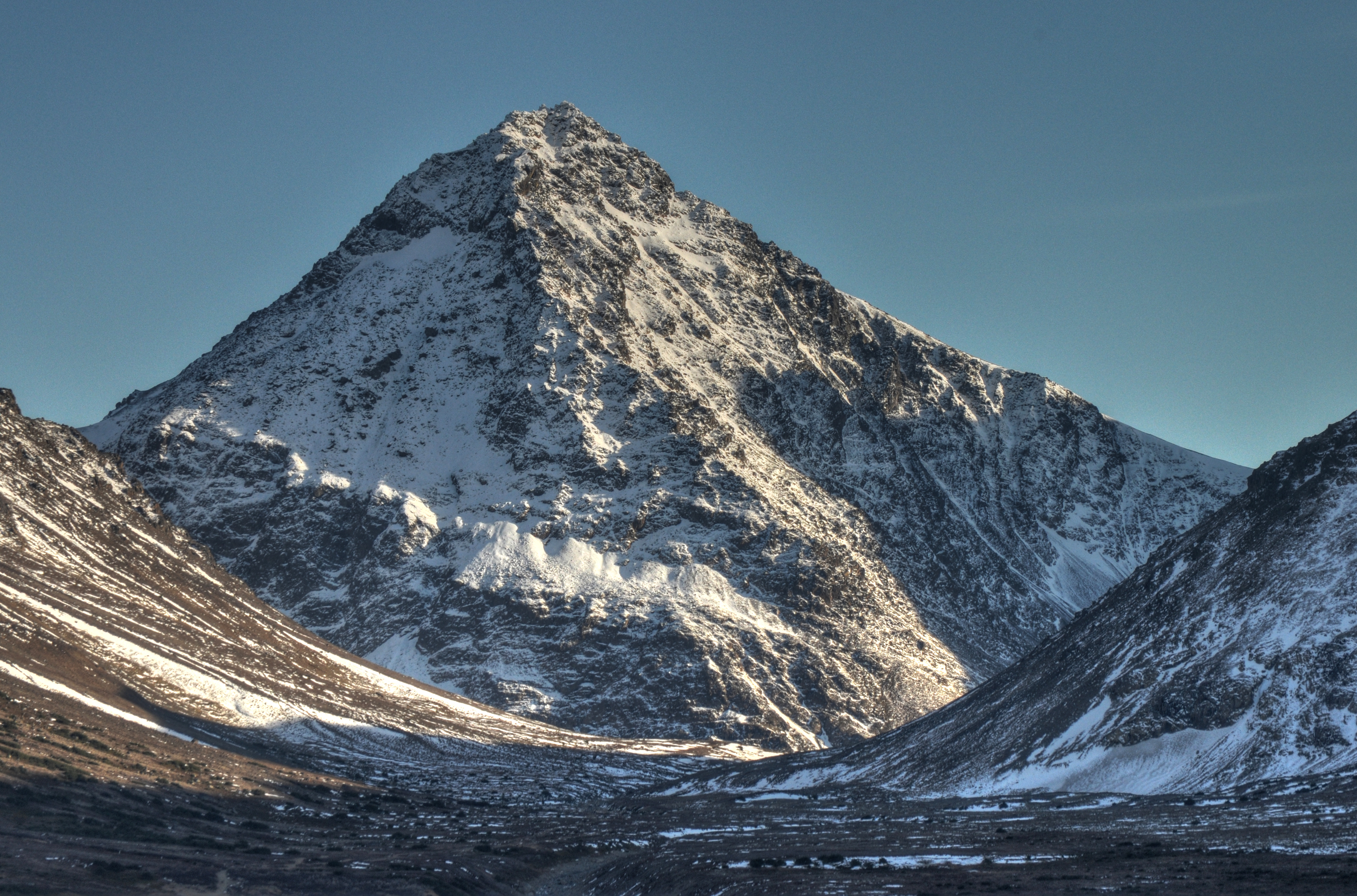
Північний пік Самогубства
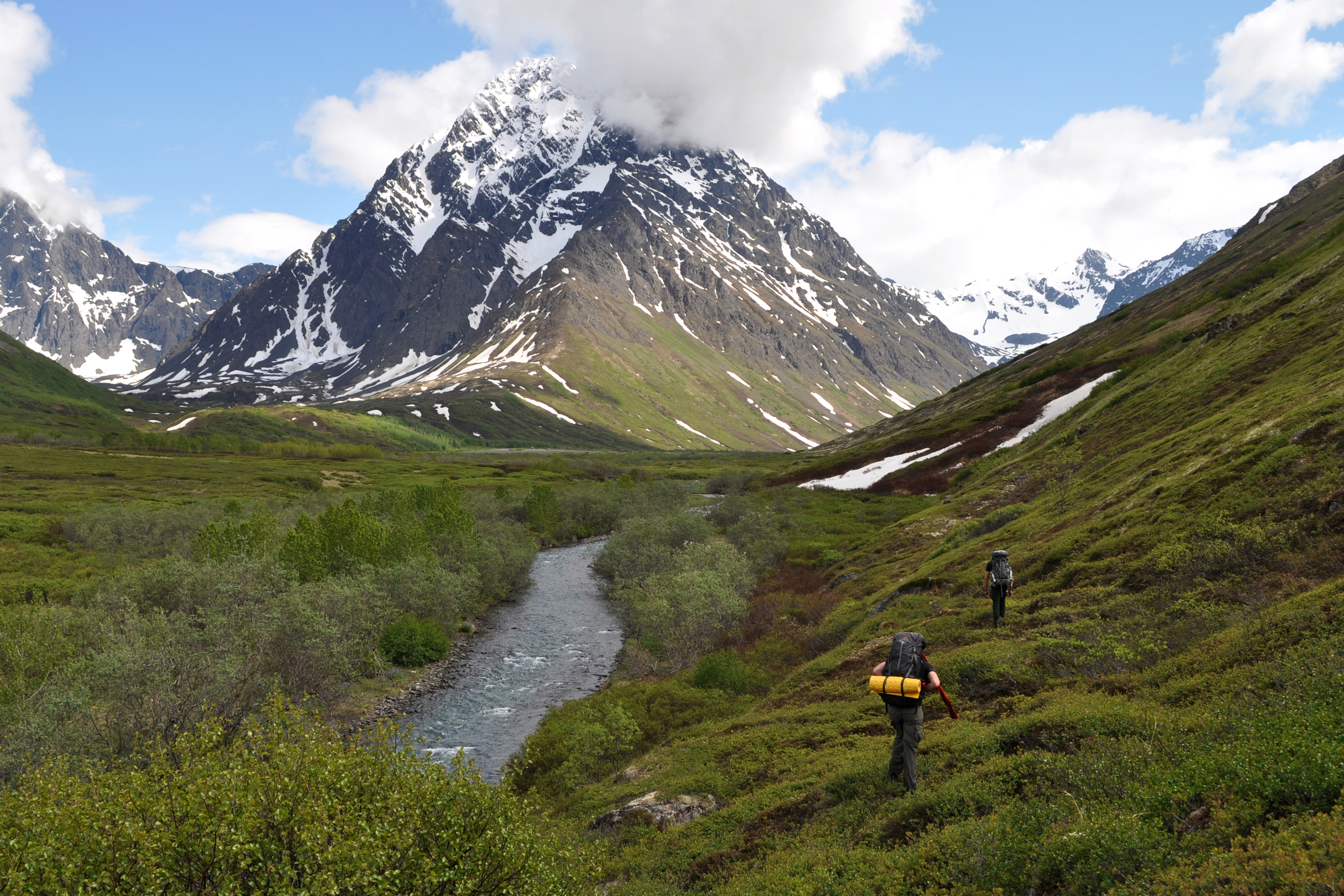
Струмок Петерса під горою Рамбл
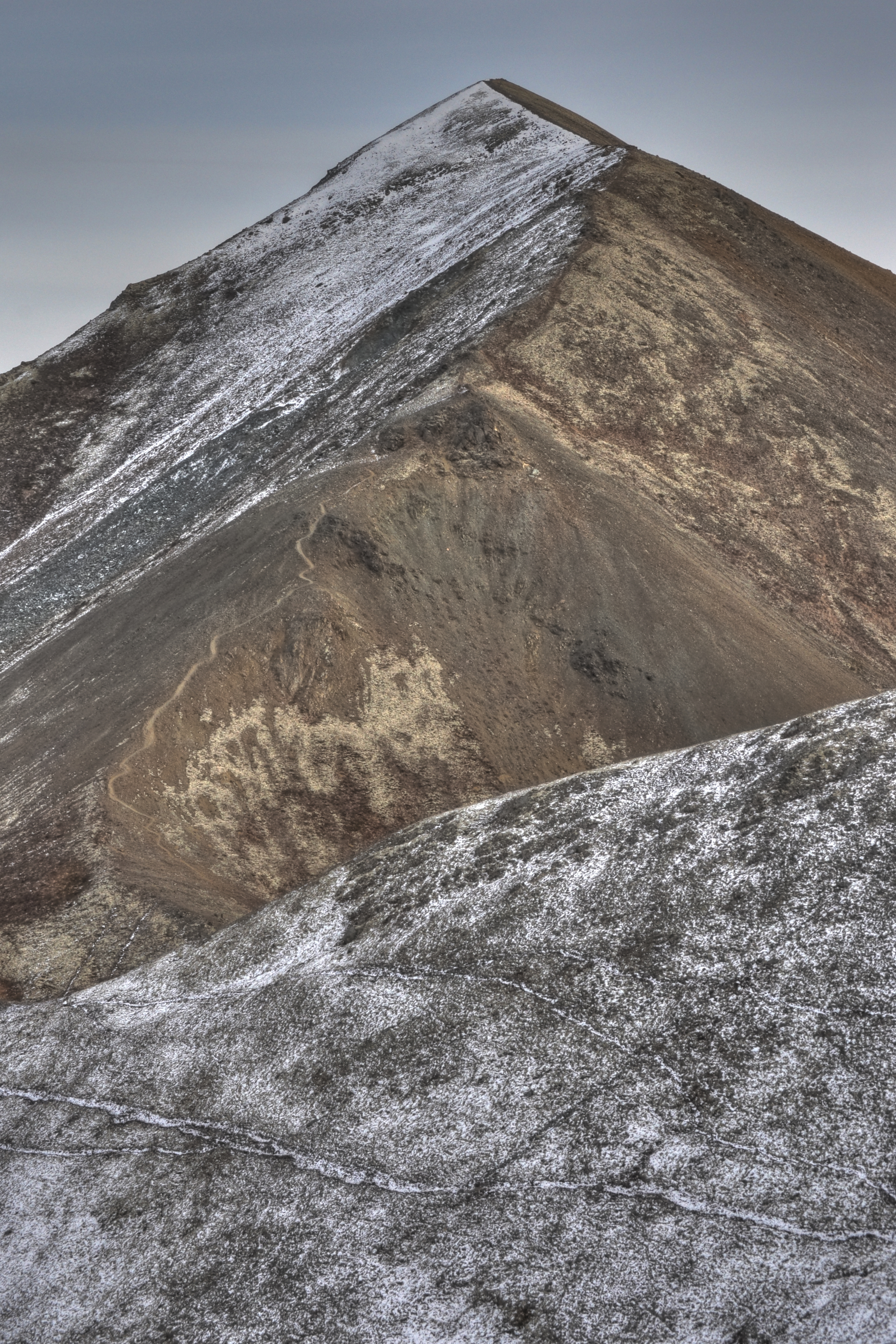
Горе Еклутна
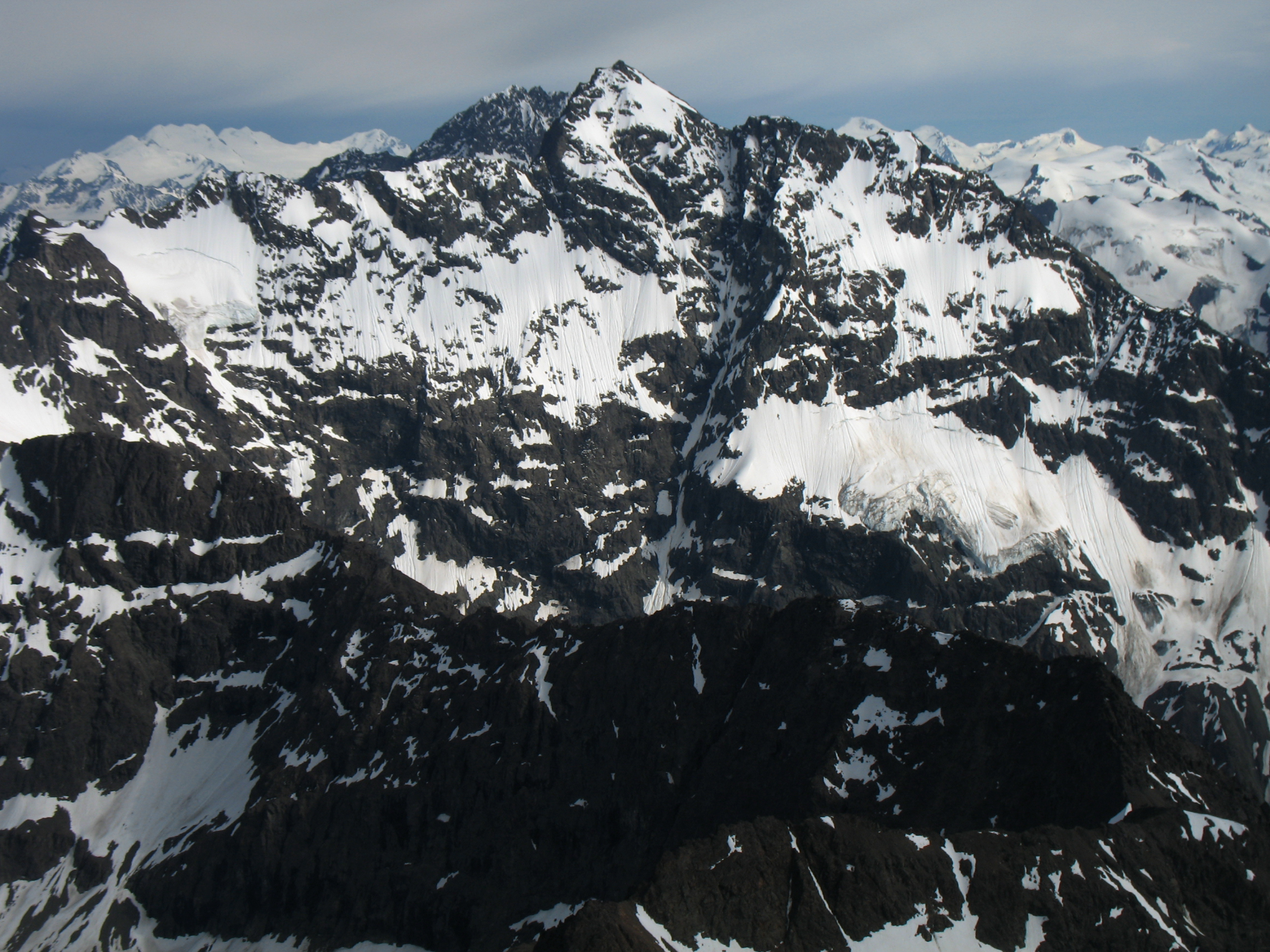
Сором'язливий пік
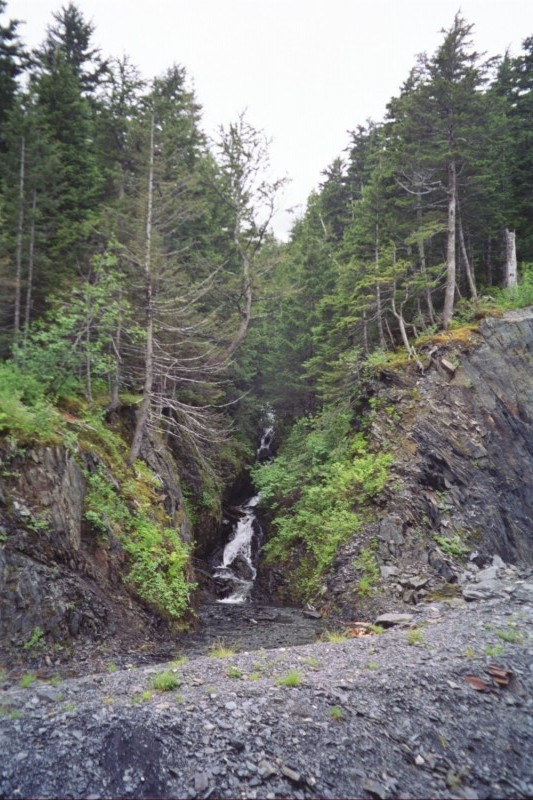
Невеликий струмок у Чугацьких горах